# Leif Lindstam
Leif Einar Lindstam, född 31 januari 1937 i Stockholm, död 23 december 2024, var en svensk jurist.
Leif Lindstam avlade juris kandidatexamen vid Stockholms universitet 1962. Efter tingstjänstgöring 1962–1965 utnämndes han 1966 till fiskal i kammarrätten. Han tjänstgjorde i riksskattenämnden 1968–1970, blev assessor i kammarrätten i Göteborg 1974 och kammarrättsråd i kammarrätten i Jönköping 1978. Utöver domarkarriären blev han sakkunnig i Finansdepartementet 1970, departementsråd 1979 och rättschef i Finansdepartementet 1986. Han satt i Riksskatteverkets styrelse 1979–1988.
Leif Lindstam utnämndes 1989 till regeringsråd och 2001 till ordförande på avdelning i Regeringsrätten.